# Abanto (Aragão)
Abanto é um município da Espanha na província de Saragoça, comunidade autónoma de Aragão. Tem 63,99 km² de área e em 2021 tinha 89 habitantes (densidade: 1,4 hab./km²).

## Demografia
| Variação demográfica do município entre 1991 e 2004 | Variação demográfica do município entre 1991 e 2004 | Variação demográfica do município entre 1991 e 2004 | Variação demográfica do município entre 1991 e 2004 |
| --------------------------------------------------- | --------------------------------------------------- | --------------------------------------------------- | --------------------------------------------------- |
| 1991                                                | 1996                                                | 2001                                                | 2004                                                |
| 221                                                 | 191                                                 | 167                                                 | 155                                                 |